# Бартоломео I дела Скала
Вижте пояснителната страница за други личности с името Бартоломео дела Скала.
Бартоломео I дела Скала (на италиански: Bartolomeo I della Scala, † 7 март 1304) от фамилията Скалигери е господар на Верона 1301 – 1304 след смъртта на баща му Алберто I дела Скала.
На 30 септември 1291 г. Бартоломео I се жени за Констанца ди Свевия, дъщеря на Конрад (Корадо) от Антиохия († сл. 1301), граф на Алба (1242 – 1320), син на Фридрих от Антиохия от род Хоенщауфен и внук на император Фридрих II. Те имат син:
- Франческо († 1322)

Бартоломео I има още две деца:
- Цекчино († 26 февруари 1325), който през 1304 г. е под 10 години и не наследява баща си. Цекчино е женен два пъти, първо за Агнес Висконти, дъщеря на Матео I Висконти, втория път за Гая, дъщеря на Гукцело от Камино.
- Баилардино († 1333).

Бартоломео I е наследен от по-малкия си брат Албоино I дела Скала.